# Gérard Lecointe
Pour les articles homonymes, voir Lecointe.
Gérard Lecointe, né le 7 juillet 1912 à Poitiers et mort le 30 janvier 2009 à Saint-Nazaire, fut  un général de corps d'armée français.

## Biographie

### Formation et débuts dans l'armée
Gérard Pierre Louis François Armand Lecointe est le fils du capitaine Henri Lecointe, officier de la Légion d'honneur. Il est marié à Mattéa Celli, puis, veuf, il se marie en secondes noces, à Christiane Pensereau (fille du colonel Léonce Pensereau et de Denise Naudeau, et divorcée aux torts exclusifs du général Pierre Haicault de La Regontais).
Il fait ses études au lycée de Douai, où il obtient onze prix d’excellence, et se destine à rentrer à l’École polytechnique. En classe de mathématiques élémentaires, il choisit finalement de rentrer à l'École militaire de Saint-Cyr en 1930, où il est reçu à l'âge de dix-huit ans au sein de la « promotion Joffre ».
Il en sort en 1932 et est nommé sous-lieutenant au 1er régiment de tirailleurs marocains, au sein duquel il prend part aux opérations du Grand Atlas en 1933 et du Sud Marocain en 1934. Il reçoit son baptême du feu à Iskerioul le 3 septembre 1933.

### Seconde Guerre mondiale
Il retourne en France en octobre 1939 avec la 1re Division marocaine où il commande la deuxième compagnie du 1er régiment de tirailleurs marocains. Il prend part aux combats d’avant-postes de décembre 1939 et s’illustre, au cours de la campagne de mai 1940 en Belgique, à la bataille de Gembloux lors de laquelle il est le dernier officier et français à quitter le sol de la localité lors de la retraite ordonnée par le haut commandement (il est fait Citoyen d’honneur de Gembloux en 1954). Il est grièvement blessé près de Lille le 24 mai 1940 et est fait chevalier de la Légion d’Honneur.
Il reprend le combat en 1942 en Tunisie dans les rangs du 7e régiment de tirailleurs marocains contre les forces germano-italiennes où il s’illustre à la tête de sa compagnie en décembre 1942 et en avril 1943 lors de violents assauts contre les positions ennemies.
Il participe enfin aux combats de la campagne d’Italie en 1944 et la campagne de la Libération jusqu’au Rhin au sein du 1er régiment de tirailleurs marocains. Après la guerre, il rejoint le Maroc.

### L'après guerre
Il est fait officier de la Légion d’honneur à titre exceptionnel en 1948 et entre en 1949 à l’École supérieure de Guerre. Il en sort en 1951 et est affecté à l’État-major des Forces françaises en Allemagne où il exerce jusqu’en 1954 les fonctions de chef du bureau opérations.
Il prend ensuite le commandement du 24e bataillon de chasseurs de la Garde à Bergzabern au sein de la 5e division blindée.
En 1956, il quitte l’Allemagne pour l’Algérie où il exerce successivement les fonctions de Chef d’État-Major du Corps d’Armée d’Alger, et durant trente mois, de commandant du secteur de Cherchell. Commandeur de la Légion d'honneur à titre exceptionnel en 1958, il quitte l'Algérie en 1959 pour Fribourg, où il exerce les fonctions d’adjoint au Général commandant la 3e division d'infanterie.
En 1960, il est auditeur du Centre des hautes études militaires (CHEM) et à l’Institut des hautes études de défense nationale (IHEDN).
En 1961, il prend le commandement de la 11e Brigade Mécanisée à Landau in der Pfalz et des Forces françaises du Palatinat.
De 1963 à 1964, il retourne en Algérie où il commande la 4e division d'infanterie et les Forces françaises d’Orante et du Sahara. Il est le dernier commandant des forces françaises en Algérie (40 000 hommes).
En 1966, il prend le commandement de la 8e division d'infanterie à Compiègne et revient à Paris comme premier adjoint du Gouverneur militaire de Paris.
Enfin, de 1970 à 1972, il est commandant en chef des Forces françaises en Allemagne (110 000 personnels français dont 73 000 militaires et 38 000 civils) à la suite du général Massu.
Le général Lecointe est titulaire de sept citations, dont quatre à l’ordre de l’Armée, les insignes de grand officier de la Légion d'honneur lui sont remis en 1968 remise des insignes par Georges Pompidou.

## États de service
- Élève-officier en 1930.
- Aspirant en 1931.
- Sous-lieutenant en 1932.
- Lieutenant en ?
- Capitaine en ?
- Commandant en 1951.
- Lieutenant-colonel en ?
- Colonel en ?
- Général de Brigade en 1961.
- Général de Division en 1963
- Général de corps d'armée en 1970.

## Affectations
- À l'École spéciale militaire de Saint-Cyr en 1930.
- Au 1er Régiment de Tirailleurs Marocains de 1re Division Marocaine en 1932.
- Au 7e Régiment de Tirailleurs Marocains en 1942.
- Au 1er Régiment de Tirailleurs Marocainsen 1944.
- À l’École supérieure de Guerre de 1949 à 1951.
- À l’État-major des Forces françaises en Allemagne de 1951 à 1954.
- 24e Bataillon de Chasseurs de la Garde au sein de la 5e Division Blindée en 1954.
- À l’État-Major du Corps d’Armée d’Alger en 1956.
- À la 3e Division d'Infanterie en 1959.
- Au Centre des hautes études militaires et à l’Institut des Hautes Études de Défense Nationale en 1960.
- À la 11e Brigade Mécanisée et au sein des Forces Françaises du Palatinat.
- À la 4e division d'Infanterie et les Forces françaises d’Orante et du Sahara de 1963 à 1964.
- À la 8e division d'Infanterie en 1966.
- Premier adjoint du Gouverneur militaire de Paris.
- Commandant en chef des Forces françaises en Allemagne de 1970 à 1972.

## Décorations

### Décorations françaises
- Grand officier de la Légion d'honneur ;
- Grand officier de l'ordre national du Mérite ;
- Croix de guerre 1939–1945 (2 palmes, 2 étoiles) ;
- Croix de la Valeur militaire (2 palmes, 1 étoile) ;
- Médaille de la Résistance française[réf. souhaitée] ;
- Croix du combattant volontaire ;
- Croix du combattant volontaire de la Résistance ;
- Croix du combattant ;
- Médaille des services militaires volontaires ;
- Médaille commémorative des services volontaires dans la France libre ;
- Médaille commémorative française de la guerre 1939–1945 avec agrafes Afrique, Italie, France ;
- Médaille commémorative des opérations de sécurité et de maintien de l'ordre en Afrique du Nord avec agrafe Algérie ;
- Insigne des blessés militaires.

### Décorations étrangères
- Grand officier de l'Ordre du Mérite de la République fédérale d'Allemagne ;
- Officier du Nichan Iftikhar.